# 小破屿
小破屿是中华人民共和国浙江省平阳县南麂镇管辖的一个岛屿，属南麂列岛海洋自然保护区。

## 历史沿革
曾名小破屿-2，《平阳县地名志》（1985）记载“因小屿大都由乱石构成，比破屿小，故称为小破屿”。《中国海域地名志》（1989）称为小破屿。《浙江海岛志》（1998）称为2967号无名岛。《全国海岛名称与代码》（HY/T119-2008）称为小破屿-2。2010年浙江省人民政府公布的第一批无居民海岛名称称为小破屿。因岛上岩石杂乱不堪，面积比破屿小，故名。

## 地理
小破屿位于温州市平阳县破屿西北侧，距破屿北礁30米，距大陆最近点34.36千米。岸线长度256米，陆域面积3740平方米，最高点高程19.7米。出露岩石为燕山晚期钾长花岗岩，岛上多乱石，少泥土，长有草丛。建有南麂列岛国家级海洋自然保护区核心区警示碑1个。